# 于勒·埃及爾
于勒·阿方斯·歐仁·埃及爾（1802年4月8日—1877年10月13日）是一名法國業餘攝影師。1844年曾到中國，被認為是中國最早照片的攝影者。

## 生平
1802年4月8日，埃及爾出生於法國巴黎，在法國接受教育。成年後長期任職於法國海關，並活躍於1830、40年代的法國科學圈裏。1839年，銀版法攝影技術面世後，埃及爾成為一名業餘的攝影師。1842年至1843年，埃及爾曾到 塞內加爾、瓜德羅普和印度旅行，途中拍攝了一批早期的銀版照片。
第一次鴉片戰爭後，埃及爾受法國國王路易-菲利普一世（Louis Philippe）委派參加法國特使兼全權公使拉萼尼（Marie Melchior Joseph Théodore de Lagrené）的外交使團赴中國進行貿易談判。。1843年12月12日，拉萼尼使團在法國布雷斯特港（Brest）登上「西來納號」（Syrene）三桅戰艦啟程赴中國。

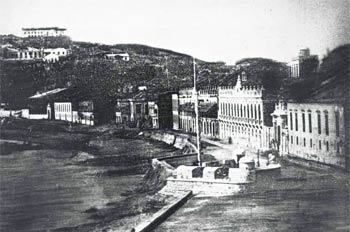
于勒·埃及爾拍攝的澳門最早的照片之一，1844年的澳門南灣

1844年8月13日，法國使團一行抵達澳門，埃及爾用攜帶的達蓋爾攝影機拍下了一批澳門最早的照片。其後，法國使團換乘法國「阿基米德號」（L'Archimede）軍艦赴廣州黃埔港。同年10月24日，中法黃埔條約（中法五口通商章程）在停泊於廣州黃埔港的「阿基米德號」上簽訂，埃及爾參與了黃埔條約的簽署，並拍攝了簽約雙方－拉萼尼及兩廣總督耆英的照片（收藏在巴黎法國攝影博物館的耆英半身像被稱為中國最早的人物照片，儘管有報告稱早在第一次鴉片戰爭晚期，銀版攝影法已傳入中國，但埃及爾的作品是保存下來的中國最早的照片）。停留廣州期間，埃及爾也拍攝了一批人物及風景照片。
此後，埃及爾還到過西印度和太平洋群島旅行攝影。1845年6月，埃及爾回到法國。1848年，埃及爾出版了在中國寫的日記《中國之旅》（Voyage En Chine，1843－1846），在其中刊錄了他在中國及澳門拍攝的照片。
1857年，埃及爾從海關離職退休，但繼續其攝影愛好生涯。1877年，埃及爾在法國去世，終年75歲。

## 備註
1. ↑  不同文獻對埃及爾在中國的身份有不同的說法，包括“攝影師”、“法國海關職員”、“法國海關總檢察官”、“法國財政貿易部代表”、“財政貿易部代表兼海關首席監督”、“商業委員會負責人”、“貿易談判代表”等，其中「財政貿易部代表兼海關首席監督」是法國外交部檔案對其的稱謂。[參⁠ 1]
2. ↑  黃埔條約中文本上稱「阿吉默特火輪兵船」。
3. ↑   註:

## 外部連結
- Article from China Photography Museum (in Chinese)
- Daguerreotypes by Jules Itier (in French)
- Biography from the Getty